# Lothar Ibrügger
Lothar Ibrügger (ur. 24 grudnia 1944 w Bad Elster) – niemiecki polityk i urbanista, parlamentarzysta krajowy i europejski, sekretarz stanu (1998–2000).

## Życiorys
Po zdaniu matury w gimnazjum w Minden przez rok odbywał służbę wojskową, następnie od 1967 do 1971 studiował architekturę, urbanistykę i planowanie regionalne na Uniwersytecie Technicznym w Berlinie. Zajął się prowadzeniem własnej działalności w branży planowania przestrzennego i urbanistyki. Od 1975 do 1976 wykładał na Uniwersytecie Nauk Stosowanych w Bielefeld. Działał w różnych organizacjach, m.in. krajowym oddziale Unii Europejskich Federalistów i związku zawodowym IG Bauen-Agrar-Umwelt.
W 1969 wstąpił do Socjaldemokratycznej Partii Niemiec. W 1976 został deputowanym Bundestagu, którym był do przejścia na emeryturę w 2009. Pomiędzy 1977 a 1979 oddelegowany do Parlamentu Europejskiego, należał także do Zgromadzenia Parlamentarnego NATO, w którym pełnił funkcję skarbnika (2002–2008). Od października 1998 do marca 2000 parlamentarny sekretarz stanu w federalnym ministerstwie transportu, budownictwa i mieszkalnictwa.

## Odznaczenia
W 1986 odznaczony Krzyżem Zasługi I Klasy Orderu Zasługi Republiki Federalnej Niemiec.